# 카카오 전자증명서
카카오 전자증명서는 카카오톡에서 무료로 제공하는 전자증명서 서비스이다. 2022년 4월 15일에 서비스를 시작했다.

## 주된 기능
- 증명서 발급받기 : 다양한 전자증명서를 카카오톡 앱 내에서 발급받을 수 있다.
- 증명서 제출하기 : 발급받은 증명서를 제출기관(수취기관)을 선택하여 제출할 수 있다.
- 증명서 1회용 열람/공유하기 : 발급받은 증명서를 1회용으로 전달할 수 있다. 이때 보안을 위해 1회용 열람 비밀번호를 설정해야 한다.
- 증명서 다운로드하기 : 발급받은 증명서를 휴대폰에 파일로 저장할 수 있다. 이때 보안을 위해 비밀번호를 설정할 수 있다.

## 제공되는 증명서
70여종의 증명서를 발급 신청할 수 있도록 서비스하고 있다.
- 주요 증명서
  - 주민등록등본, 주민등록초본,예방접종증명서, 건강보험료 납부확인서, 건강보험 자격득실확인서, 건강보험자격확인(통보)서, 국민연금 가입자 가입증명, 운전경력증명서, 소득금액증명, 병적증명서
- 초중고/대학교/대학원 관련 증명서
  - 초중고 졸업증명서, 학교생활기록부 (초중고), 학교생활기록부 (대입전형용), 중고등학교 성적증명서, 대학교/대학원 졸업증명서, 대학교/대학원 재학증명서, 대학교/대학원 성적증명서, 대학교/대학원 졸업예정증명서, 대학교/대학원 학위수여증명서,
- 그 외 증명서
  - 납세증명서, 사업자등록증, 부가가치세 과세표준 증명, 건축물대장, 검정고시 합격증명서, 고용보험료 산재보험료 완납 증명원, 교통사고 사실 확인원, 국가기술자격증, 국가유공자(유족 또는 가족)확인서, 국내거소신고 사실증명, 국민기초생활수급자 증명서, 국민연금 산정용 가입 내역 확인서, 국민연금 지급내역 증명서, 근로(자녀)장려금 수급사실 증명, 납부내역증명, 농업경영체 등록(변경등록) 확인서, 농지대장, 대한상공회 자격확인서, 부가가치세 면세사업자 수입금액 증명, 사실증명, 사실증명(사업자 등록 사실여부), 소득확인증명서(개인종합자산관리계좌 가입용), 연금보험료 등 소득 세액 공제 확인서, 영화진흥위원회 자격확인서, 외국인등록 사실증명, 의료인 면허(자격)증명서, 임야도 등본, 자동차 등록원부(갑), 자동차 등록원부(을), 장애인증명서, 지방세 납부확인서, 지방세 납세증명서, 지방세 세목별 과세증명서, 지방세 세목별 미과세 증명서, 지적도 등본, 출입국 사실증명, 취득세(등록면허세) 납부확인서, 토지(임야)대장등본교부, 토지(임야)대장등본교부(대지권등록부), 폐업사실증명, 표준 재무제표 증명(개인), 한국광해관리공단 자격확인서, 한국방송통신전파진흥원 자격확인서, 한국산업인력공단 자격확인서, 한국원자력안전기술원 자격확인서, 한국인터넷진흥원 자격확인서, 한국콘텐츠진흥원 자격확인서, 한부모 가족증명서, 휴업사실증명, 여권정보증명서, 화재증명원, 소득확인증명서(청년형 장기집합투자증권저축 가입 및 과세특례 신청용), 중증장애인확인서

## 사용 방법
- 카카오톡 실행 후 더보기→지갑에서 필요한 증명서를 간편하게 발급받고 제출까지 한 번에 할 수 있다.
- 다음 링크를 모바일에서 클릭하면, 카카오톡앱이 실행되면서 전자증명서 서비스로 이동한다. 거기서 원하는 증명서를 발급신청하면 된다.
  - https://digitaldocs.kakao.com/